# وود ویلیج (اورگن)
وود ویلیج (به انگلیسی: WoodVillage) شهری در شهرستان مولتنمه ایالت اورگن است و در سرشماری سال ۲۰۱۱ میلادی، ۳٬۸۷۸ نفر جمعیت داشته که نسبت به سال ۲۰۱۰، ۰٫۱۸ درصد رشد جمعیت داشته‌است.

## موقعیت جغرافیایی
موقعیت جغرافیایی شهرها و مناطق اطراف به شرح زیر است: